# Silvio Leonard Sarria
Silvio Leonard Sarría (Cienfuegos, 20 de septiembre de 1955) es un ex atleta cubano, especialista de eventos de velocidad. Logró importantes éxitos en los eventos de 100 metros planos, 200 metros planos y en el relevo 4 x 100 metros. 
Aún conserva los records nacionales en 100 metros planos (9,98 segundos) y en 200 metros planos (20,06) impuestos en la década de 1970.
Durante su carrera obtuvo múltiples medallas en Juegos Olímpicos, Copas mundiales, Juegos Panamericanos y Juegos Centramericanos y del Caribe.
Se retiró como atleta en el año 1985, pero aún continua ligado al atletismo como entrenador. Estuvo vinculado al deporte mexicano como entrenador en el CODE en la ciudad de Guadalajara de los años 1992 a 1996.